# Pachyleuctra benllochi
Pachyleuctra benllochi is een steenvlieg uit de familie naaldsteenvliegen (Leuctridae). De wetenschappelijke naam van de soort is voor het eerst geldig gepubliceerd in 1917 door Navás.